# Liste der denkmalgeschützten Objekte in Breitenwang
Die Liste der denkmalgeschützten Objekte in Breitenwang enthält die 16 denkmalgeschützten, unbeweglichen Objekte der Gemeinde Breitenwang.

## Denkmäler
| Foto |                 | Denkmal | Standort                                                    | Beschreibung | Metadaten |
| ---- | --------------- | --- | ----------------------------------------------------------- | --- | --- |
| BW   | Datei hochladen | Kaiserbrunnen HERIS-ID: 64230 Objekt-ID: 76936 TKK: 33412                                                                                  | bei Am Plansee 5 Standort KG: Breitenwang                   | König Maximilian II. von Bayern ließ 1851 den Brunnen an der Uferstraße am Plansee zum Gedenken an Kaiser Ludwig IV. errichten. Das von Georg Friedrich Ziebland entworfene gotisierende Monument besteht aus einem rechteckigen Brunnenbecken, einem getreppten Inschriftenstein mit Wappen und einem wasserspeienden Löwenkopf. | BDA-Hist.: Q38105923 Status: § 2a Stand der BDA-Liste: 2025-06-30 Name: Kaiserbrunnen GstNr.: 767 |
| ja   | Datei hochladen | Nothelferkapelle HERIS-ID: 64226 Objekt-ID: 76932 TKK: 25296                                                                               | bei Am Plansee 10 Standort KG: Breitenwang                  | Die kleine, gemauerte Kapelle (um 1718) hat einen dreiseitigen Chor und ein mit Schindeln gedecktes Satteldach, darauf ein Dachreiter mit einer Glocke und einem Zeltdach. An den Traufseiten befinden sich je ein großes Segmentbogenfenster, an der Giebelseite ein rechteckiges Portal. Im Giebelfeld ein von Franz Seelos dem Jüngeren 1951 geschaffenes Fresko in gemaltem barockisierendem Rahmen mit der Halbfigur des hl. Franziskus vor dem Kruzifix. | BDA-Hist.: Q38105884 Status: § 2a Stand der BDA-Liste: 2025-06-30 Name: Nothelferkapelle GstNr.: .143 |
| ja   | Datei hochladen | Ereignisdenkmal Maximilian II. HERIS-ID: 64227 Objekt-ID: 76933 TKK: 25298                                                                 | bei Am Plansee 10 Standort KG: Breitenwang                  | Das Denkmal für den bayrischen König Maximilian II. wurde 1872 zum Gedenken an den von ihm veranlassten Bau der Straße entlang des Plansees (1850/51) errichtet. Auf einem Sockel mit Inschrift steht ein obeliksartiger Pfeiler, der vom bayrischen Löwen mit Wappen bekrönt wird. | BDA-Hist.: Q38105894 Status: § 2a Stand der BDA-Liste: 2025-06-30 Name: Ereignisdenkmal Maximilian II. GstNr.: 774/3 Denkmal Maximilian II Breitenwang Tirol                                                |
| ja   | Datei hochladen | Heilbad Kreckelmoos, Daurenbad HERIS-ID: 58266 Objekt-ID: 68804 TKK: 25309                                                                 | Kreckelmoosstraße 25 Standort KG: Breitenwang               | Das Bad wurde 1580 als „Daurenbad“ erstmals urkundlich genannt. 1719/20 wurde ein Neubau mit Kapelle errichtet, der 1782 und 1792 wiederhergestellt wurde. 1848 wurde er als Lazarett adaptiert, von 1925 bis 1964 diente er als Bezirkskrankenhaus, heute (Stand: 2009) ist er Firmensitz eines Asphalt-, Beton- und Schotterwerkes. Der langgestreckte zweigeschoßige Bau mit regelmäßiger Fassadengliederung und Satteldach mit Gaupen weist an der Südseite ein breites Rundbogenportal von 1720 mit Wappenstein und einen über beide Geschoße reichenden halbrunden erkerartigen Anbau auf. Auch an den seitlichen Giebelfassaden befinden sich Portale und polygonale Erker. Im nordseitigen turmartigen Trakt befindet sich die dem Evangelisten Johannes geweihte Hauskapelle, die 1951 zur Krankenhauskapelle umgestaltet wurde. Dass das Gebäude Ähnlichkeiten mit einem Kloster aufweist, soll laut Johann Jakob Staffler darin begründet liegen, dass der Erbauer Jakob Magnus Amman die Absicht hatte, an dieser Stelle ein Kapuzinerkloster zu errichten. Der Saalraum mit Flachdecke ist mit Fenstern mit Glasmalerei und einen Säulenaltar ausgestattet. Die barocken Fresken mit Szenen aus der Heiligenlegende des Evangelisten Johannes stammen von Johann Christoph Haas. | BDA-Hist.: Q38081974 Status: Bescheid Stand der BDA-Liste: 2025-06-30 Name: Heilbad Kreckelmoos, Daurenbad GstNr.: 570/3 Heilbad Kreckelmoos, Daurenbad                                                     |
| ja   | Datei hochladen | Heilbad Kreckelmoos HERIS-ID: 45835 Objekt-ID: 47295 TKK: 25310                                                                            | Kreckelmoosstraße 30 Standort KG: Breitenwang               | Das Gebäude gegenüber dem Bad Kreckelmoos wurde 1925 als Dependance des Hauptgebäudes errichtet. Das dreigeschoßige Haus mit Satteldach und regelmäßiger Fassadengliederung ist an der Giebelseite über eine Freitreppe erschlossen. Im Inneren finden sich getäfelte und holzverkleidete Stuben. Nachdem für fast 40 Jahre Gastarbeiter im Haus untergebracht waren, wurde es zum 1. April 2006 in ein Flüchtlingsheim umgewandelt, in dem durchschnittlich 40 Asylbewerber untergebracht waren. Zum 31. März 2017[veraltet] soll es aufgelöst werden. | BDA-Hist.: Q38017776 Status: Bescheid Stand der BDA-Liste: 2025-06-30 Name: Heilbad Kreckelmoos GstNr.: .64 Heilbad Kreckelmoos, Dependance                                                                 |
| ja   | Datei hochladen | Koloman-Kapelle HERIS-ID: 64225 Objekt-ID: 76931 TKK: 25297                                                                                | neben Lähn 2 Standort KG: Breitenwang                       | Die Kapelle über rechteckigem Grundriss mit polygonalem Schluss und steilem Satteldach mit verschindeltem Dachreiter wurde 1802/03 errichtet. An der Giebelfassade befindet sich neben dem Eingang eine kleine Nische mit einer modernen Marienfigur. Das Innere weist eine Flachdecke über Hohlkehle mit gerahmten Stuckfeldern auf. | BDA-Hist.: Q38105873 Status: § 2a Stand der BDA-Liste: 2025-06-30 Name: Koloman-Kapelle GstNr.: .77 Kolomankapelle, Lähn                                                                                    |
| ja   | Datei hochladen | Ortskapelle hl. Antonius HERIS-ID: 59768 Objekt-ID: 71342 TKK: 25293                                                                       | neben Metallwerk-Plansee-Straße 58 Standort KG: Breitenwang | Die Kapelle über annähernd quadratischem Grundriss mit polygonalem Schluss und schindelgedecktem Satteldach mit hölzernem Glockenträger wurde 1871/72 erbaut. An der Giebelfassade befindet sich ein gotisierendes Portal mit Kielbogenabschluss und darüber ein Vierpassfenster. Das Innere weist eine Flachdecke über profiliertem Stuckgesims auf. | BDA-Hist.: Q38088678 Status: § 2a Stand der BDA-Liste: 2025-06-30 Name: Ortskapelle hl. Antonius GstNr.: .104 Antoniuskapelle, Breitenwang                                                                  |
| ja   | Datei hochladen | Persönlichkeitsdenkmal Dr. Schwarzkopf HERIS-ID: 64231 Objekt-ID: 76937 TKK: 25299                                                         | bei Mühl-Oberried 2 Standort KG: Breitenwang                | Das Denkmal für Paul Schwarzkopf, dem Gründer der Planseewerke, wurden 1986 (bez.) von Jos Pirkner geschaffen. | BDA-Hist.: Q38105931 Status: § 2a Stand der BDA-Liste: 2025-06-30 Name: Persönlichkeitsdenkmal Dr. Schwarzkopf GstNr.: 809/3                                                                                |
| ja   | Datei hochladen | Frauenbrünnl-Kapelle HERIS-ID: 64228 Objekt-ID: 76934 TKK: 25295                                                                           | Planseestraße Standort KG: Breitenwang                      | Die schlichte Kapelle wurde 1993/94 anstelle eines Vorgängerbaues von 1821 neu errichtet. Der Bau über rechteckigem Grundriss mit polygonalem Chor und schindelgedecktem kreuzbekröntem Satteldach weist im Inneren eine Flachdecke mit gerahmten Stuckfeldern auf. | BDA-Hist.: Q38105905 Status: § 2a Stand der BDA-Liste: 2025-06-30 Name: Frauenbrünnl-Kapelle GstNr.: .150 Frauenbrünnl-Kapelle (Breitenwang)                                                                |
| ja   | Datei hochladen | Dekanatskirche hll. Petrus und Paulus mit Kerkerkapelle HERIS-ID: 64218 Objekt-ID: 76924 TKK: 25315, 25316                                 | gegenüber Planseestraße 36 Standort KG: Breitenwang         | Die Kirche wurde 1313 erstmals urkundlich erwähnt. 1653 wurde der Turm nach Einsturz neu errichtet, 1685–1691 wurden Langhaus und Chor im Barockstil neu gebaut und 1714 geweiht. In der ersten Hälfte des 18. Jahrhunderts wurden die Auferstehungskirche und die Kerkerkapelle angebaut. Das dreijochige Langhaus mit steilem Satteldach und eingezogenem Rundbogenchor ist im Inneren mit Pilastern gegliedert und mit einem Tonnengewölbe mit Stichkappen versehen. Über dem Eingang befindet sich eine mächtige Doppelempore. Die Deckenfresken im Chor mit der Schlüsselübergabe an den hl. Petrus wurden um 1755 von Johann Jakob Zeiller geschaffen, die Gewölbemalereien im Langhaus 1975 von Wolfram Köberl. | BDA-Hist.: Q22667758 Status: § 2a Stand der BDA-Liste: 2025-06-30 Name: Dekanatskirche hll. Petrus und Paulus mit Kerkerkapelle GstNr.: .55 Dekanatspfarrkirche hll. Petrus und Paulus, Breitenwang         |
| ja   | Datei hochladen | Widum und Wirtschaftsgebäude HERIS-ID: 55313 Objekt-ID: 63919 TKK: 33407                                                                   | Planseestraße 49 Standort KG: Breitenwang                   | Das nördlich der Kirche gelegene Dekanatswidum ist von einem Garten mit Umfassungsmauer umgeben. Der mächtige dreigeschoßige Bau mit Pfettendach stammt im Kern aus dem 17. Jahrhundert und wurde Anfang des 19. Jahrhunderts aufgestockt. Die Fassaden sind mit zartem Putzdekor und einem umlaufenden Gesims zwischen zweitem und drittem Geschoß gestaltet. Das Innere weist einen gewölbten Flur sowie gewölbte und stuckverzierte Räume auf. | BDA-Hist.: Q38064578 Status: § 2a Stand der BDA-Liste: 2025-06-30 Name: Widum und Wirtschaftsgebäude GstNr.: .57, 68 Widum Breitenwang                                                                      |
| ja   | Datei hochladen | Totenkapelle bei der Dekanatskirche HERIS-ID: 64219 Objekt-ID: 76925 TKK: 25317                                                            | neben Planseestraße 49 Standort KG: Breitenwang             | Die nördlich an den Turm der Pfarrkirche anschließende Kapelle wurde um 1680 errichtet und 1724, möglicherweise nach Plänen von Johann Georg Fischer, erweitert und umgebaut. Die geschwungene Giebelfassade wird von den Aufsätzen Stundenglas, Kreuz und Kerzenleuchter bekrönt. Der zentralisierende Innenraum mit abgerundeten Ecken ist über einer breiten Hohlkehle flach gedeckt. Der eingezogene quadratische Chorraum weist ein mehrfach abgetrepptes Kuppelgewölbe über Rundbogenblendarkaden auf. Chor und Langhaus sind mit Stuck sowie Deckenfresken von Paul Zeiller von 1725 geschmückt. | BDA-Hist.: Q38105855 Status: § 2a Stand der BDA-Liste: 2025-06-30 Name: Totenkapelle bei der Dekanatskirche GstNr.: .56 Auferstehungskirche, Breitenwang                                                    |
| ja   | Datei hochladen | Friedhof bei der Dekanatskirche mit Arkaden, Aufbahrungshalle und Lourdeskapelle HERIS-ID: 64220 Objekt-ID: 76926 TKK: 33405, 33406, 33404 | bei Planseestraße 49 Standort KG: Breitenwang               | Der Friedhof ist eine weitläufige ummauerte Anlage mit Kapellen und Arkaden, die die Pfarrkirche an drei Seiten umgibt und 1960–1963 erweitert wurde. An der südlichen Umfassungsmauer befinden sich Arkaden in Gestalt eines Pfeilerganges aus dem 18. Jahrhundert mit schindelgedecktem Satteldach. An der Rückwand eingemauert sind qualitätvolle Grabdenkmäler aus dem 17. bis 19. Jahrhundert. In die nördliche Umfassungsmauer eingebunden ist die um 1900 errichtete Lourdeskapelle mit geschwungenem Giebel und Satteldach und einer Lourdesgrotte im Inneren. An der östlichen Umfassungsmauer steht die 1956–1958 errichtete Einsegnungshalle. Der Bau über rechteckigem Grundriss, mit flachem Zeltdach und durch weite Bögen geöffneter Vorhalle weist in den Zwickeln der Bögen Terrakottafiguren der hll. Johannes und Maria und im Inneren Reliefs der Grablegung und Auferstehung von Josef Kieltrunk auf. Neben den überwiegend modernen Grabdenkmälern finden sich einzelne aufwändig gestaltete barocke schmiedeeiserne Kreuze aus der zweiten Hälfte des 18. Jahrhunderts, an der Südwand der Kirche Grabsteine aus dem 16. Jahrhundert. | BDA-Hist.: Q38105863 Status: § 2a Stand der BDA-Liste: 2025-06-30 Name: Friedhof bei der Dekanatskirche mit Arkaden, Aufbahrungshalle und Lourdeskapelle GstNr.: .311, 63/1, .54, 63/2 Friedhof Breitenwang |
| ja   | Datei hochladen | Familiengrab Angerer, Herz-Jesu-Figur HERIS-ID: 66711 Objekt-ID: 79619 TKK:                                                                | Planseestraße 51 Standort KG: Breitenwang                   | Anmerkung: Koordinaten näherungsweise | BDA-Hist.: Q38114132 Status: § 2a Stand der BDA-Liste: 2025-06-30 Name: Familiengrab Angerer, Herz-Jesu-Figur GstNr.: 63/2                                                                                  |
| ja   | Datei hochladen | Landwirtschaftliche Haushaltsschule HERIS-ID: 65821 Objekt-ID: 78690 TKK: 33410                                                            | Untere Gasse 15 Standort KG: Breitenwang                    | Die Landwirtschaftliche Lehranstalt, der ein Hof mit Viehbestand angeschlossen war, wurde 1953 errichtet. Danach diente das Gebäude als Fachschule für ländliche Hauswirtschaft, seit deren Schließung 2011 beherbergt es als „Notburgahaus“ Kinderkrippe, Kindergarten, Hort und weitere Einrichtungen. Der viergeschoßige Bau über rechteckigem Grundriss mit Walmdach und Dachgaupen weist an der Westfassade einen zweigeschoßigen Erker auf. An der West- und Südfassade befinden sich Sgraffiti, die 1953 von Max Spielmann geschaffen wurden und Christus beim Segnen einer bäuerlichen Familie, Heiligendarstellungen sowie Schulthemen zeigen. | BDA-Hist.: Q38111709 Status: § 2a Stand der BDA-Liste: 2025-06-30 Name: Landwirtschaftliche Haushaltsschule GstNr.: .283 Notburgahaus, Breitenwang                                                          |
| ja   | Datei hochladen | Hubertuskapelle HERIS-ID: 64229 Objekt-ID: 76935 TKK: 25294                                                                                | Standort KG: Breitenwang                                    | Die kleine Kapelle an der Straße zum Plansee wurde 1978 errichtet. Der Bau über rechteckigem Grundriss, mit schindelgedecktem Satteldach und hölzernem Glockenträger weist ein schmiedeeisenvergittertes rundbogiges Portal auf. | BDA-Hist.: Q38105915 Status: § 2a Stand der BDA-Liste: 2025-06-30 Name: Hubertuskapelle GstNr.: 751/1 Hubertuskapelle, Breitenwang                                                                          |